# Emprendimientos Ferroviarios
Emprendimientos Ferroviarios S.A. (conocida por su acrónimo EMFER) fue una empresa argentina fabricante de material rodante con sede en San Martín, Buenos Aires.
La compañía remodeló y reparó vehículos ferroviarios y anteriormente había fabricado material rodante para las líneas Sarmiento y Mitre en Buenos Aires. El material rodante ferroviario de EMFER funcionó en las dos líneas hasta 2014, cuando fueron reemplazadas por unidades eléctricas múltiples CSR.
En 2014 la empresa fue adquirida y posteriormente absorbida por CSR Corporation.

## Historia
Hasta 1993, el predio perteneció a la Dirección General de Fabricaciones Militares, luego fue cedido a MK Rail (acrónimo de Morrison Knudsen Rail Systems), hasta que en 2005 fue cedido por el gobierno nacional a EMFER.
Desde sus inicios en 2005, EMFER fabricaba material rodante para la Línea Sarmiento y la Línea Mitre. Posteriormente también se encargó de remodelar y reparar el material ferroviario.
En 2005, EMFER, Trenes de Buenos Aires (TBA), el Instituto Nacional de Tecnología Industrial (INTI) y el gobierno de Argentina suscribieron un acuerdo para iniciar el diseño y construcción nacional de trenes eléctricos de dos niveles. Esto se decidió debido al creciente número de pasajeros que utilizaban la línea urbana Sarmiento de 1.676 mm (5 pies 6 pulgadas) de ancho de vía. El primer prototipo se lanzó en 2005, pero la producción en masa solo comenzó a mediados de 2008. 
En 2010, Emprendimientos Ferroviarios y Trenes de Buenos Aires presentaron autocares de dos pisos sin motor para un enlace interurbano diésel de 100 km (62 millas) entre Buenos Aires y la ciudad de Mercedes. Atendiendo a diferentes necesidades técnicas, los nuevos vagones tienen solo dos puertas simples no automáticas en los extremos (en lugar de las dos puertas dobles eléctricas en el medio) y fueron diseñados para plataformas bajas.
Durante sus últimos años, la empresa fue dirigida por los hermanos Cirigliano, que habían sido procesados tras la tragedia de Once en 2012. En enero de 2014 decidieron vender la empresa después de que el gobierno de Argentina les quitara la concesión para operar la Línea Sarmiento a través de TBA. Ese mismo año la empresa se convirtió en una subsidiaria de CSR Corporation.
El material rodante ferroviario de EMFER funcionó en las dos líneas hasta 2014, cuando fueron reemplazadas por unidades eléctricas múltiples CSR. En 2021 se anunció que Tandanor estaba trabajando para recuperar 28 vagones de doble piso para que fueran puestos en funcionamiento en un plazo de 150 días, sin embargo, el proyecto no prosperó.